# Peregrine Cavendish, XII duca di Devonshire
Peregrine Andrew Morny "Stoker" Cavendish, XII duca di Devonshire (Chatsworth House, 27 aprile 1944), è un nobile inglese.

## Biografia

### Infanzia
Peregrine Andrew Morny Cavendish, detto in famiglia  "Stoker", è figlio di Andrew Cavendish, XI duca di Devonshire e di Deborah Mitford, una delle sorelle Mitford. Ha frequentato l'Eton College e l'Exeter College di Oxford.

### Ascesa al ducato

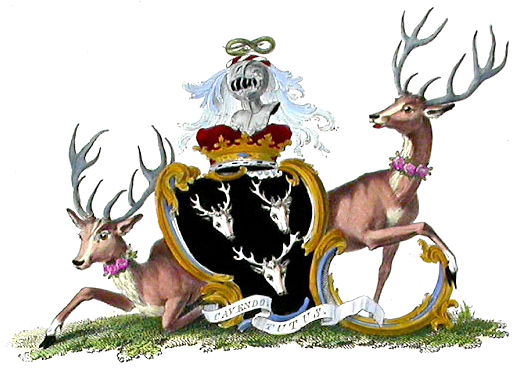
Lo stemma di Peregrine, XII duca di Devonshire

Titolare del ducato dal 2004, in seguito alla morte del padre. Le stime collocano il suo patrimonio netto intorno a £ 800.000.000 ($ 1.3B US).

### Matrimonio
Ha sposato, il 28 giugno 1967, Amanda Carmen Heywood-Lonsdale (18 aprile 1944), figlia del comandante Edward Heywood-Lonsdale e di June Grace Shakespeare. Hanno avuto tre figli:, tra cui l'erede al ducato William Cavendish, marchese di Hartington (6 giugno 1969), che ha sposato Laura Ann Roundell.

### Corse di cavalli
Il Duca è ben noto nel mondo delle corse di cavalli: è stato per molti anni rappresentante di Sua Maestà ad Ascot ed è presidente di Ascot Racecourse. Nel 1980 è stato eletto al Jockey Club e nel 1989 ne è stato nominato presidente. Durante il suo mandato (durato cinque anni), ha supervisionato una serie di cambiamenti all'interno del settore delle corse, in particolare la creazione della British Horseracing Board che ora è l'autorità governativa per le corse inglesi. È stato nominato primo presidente del consiglio di amministrazione nel giugno 1993 e si è ritirato, alla fine del suo mandato, nel 1996.

### Interessi
È stato nominato fiduciario della Wallace Collection nel 2007. È un fiduciario di Sheffield Galleries and Museums Trust. È il presidente del Devonshire Arms Hotel Group e Vice Presidente di Sotheby's. Il Duca è, anche personalmente, collezionista di pittura inglese moderna e contemporanea e di sculture.

## Discendenza
Dal matrimonio tra Lord Peregrine e Amanda Carmen Heywood-Lonsdale sono nati:
- William Cavendish, conte di Burlington (6 giugno 1969), che ha sposato Laura Ann Roundell;
- Lady Celina Imogen Cavendish (4 ottobre 1971), che ha sposato Alexander Carter;
- Lady Jasmine Nancy Cavendish (4 maggio 1973), che ha sposato Nicholas Dunne.

Tutti e tre hanno avuto, a loro volta, figli.

## Ascendenza
|                                                |                                                  |                                                    | Genitori                                             |  |  | Nonni |  |  | Bisnonni                                   |  |  | Trisnonni            |  |
|                                                |                                                  |                                                    |                                                      |  |  |       |  |  | 8. Victor Cavendish, IX duca di Devonshire |  |  | 16. Edward Cavendish |  |
|                                                |                                                  |                                                    |                                                      |  |  |       |  |  | 8. Victor Cavendish, IX duca di Devonshire |  |  | 16. Edward Cavendish |  |
|                                                |                                                  | 17. Emma Lascelles                                 |                                                      |  |  |       |  |  | 8. Victor Cavendish, IX duca di Devonshire |  |  |                      |  |
| 4. Edward Cavendish, X duca di Devonshire      |                                                  |                                                    |                                                      |  |  |       |  |  | 8. Victor Cavendish, IX duca di Devonshire |  |  |                      |  |
|                                                |                                                  | 9. Evelyn FitzMaurice                              | 18. Henry Petty-Fitzmaurice, V marchese di Lansdowne |  |  |       |  |  |                                            |  |  |                      |  |
|                                                |                                                  | 9. Evelyn FitzMaurice                              | 18. Henry Petty-Fitzmaurice, V marchese di Lansdowne |  |  |       |  |  |                                            |  |  |                      |  |
|                                                |                                                  | 9. Evelyn FitzMaurice                              | 19. Maud Hamilton                                    |  |  |       |  |  |                                            |  |  |                      |  |
| 2. Andrew Cavendish, XI duca di Devonshire     |                                                  | 9. Evelyn FitzMaurice                              |                                                      |  |  |       |  |  |                                            |  |  |                      |  |
|                                                |                                                  | 10. James Gascoyne-Cecil, IV marchese di Salisbury | 20. Robert Gascoyne-Cecil, III marchese di Salisbury |  |  |       |  |  |                                            |  |  |                      |  |
|                                                |                                                  | 10. James Gascoyne-Cecil, IV marchese di Salisbury | 20. Robert Gascoyne-Cecil, III marchese di Salisbury |  |  |       |  |  |                                            |  |  |                      |  |
|                                                |                                                  | 10. James Gascoyne-Cecil, IV marchese di Salisbury | 21. Georgina Alderson                                |  |  |       |  |  |                                            |  |  |                      |  |
| 5. Mary Alice Gascoyne-Cecil                   |                                                  | 10. James Gascoyne-Cecil, IV marchese di Salisbury |                                                      |  |  |       |  |  |                                            |  |  |                      |  |
|                                                |                                                  | 11. Cicely Gore                                    | 22. Arthur Gore, V conte di Arran                    |  |  |       |  |  |                                            |  |  |                      |  |
|                                                |                                                  | 11. Cicely Gore                                    | 22. Arthur Gore, V conte di Arran                    |  |  |       |  |  |                                            |  |  |                      |  |
|                                                |                                                  | 11. Cicely Gore                                    | 23. Edith Jocelyn                                    |  |  |       |  |  |                                            |  |  |                      |  |
| 1. Peregrine Cavendish, XII duca di Devonshire |                                                  | 11. Cicely Gore                                    |                                                      |  |  |       |  |  |                                            |  |  |                      |  |
|                                                | 12. Algernon Freeman-Mitford, I barone Redesdale | 24. Henry Reveley Mitford                          |                                                      |  |  |       |  |  |                                            |  |  |                      |  |
|                                                | 12. Algernon Freeman-Mitford, I barone Redesdale | 24. Henry Reveley Mitford                          |                                                      |  |  |       |  |  |                                            |  |  |                      |  |
|                                                | 12. Algernon Freeman-Mitford, I barone Redesdale | 25. Georgiana Jemima Ashburnham                    |                                                      |  |  |       |  |  |                                            |  |  |                      |  |
| 6. David Freeman-Mitford, II barone Redesdale  | 12. Algernon Freeman-Mitford, I barone Redesdale |                                                    |                                                      |  |  |       |  |  |                                            |  |  |                      |  |
|                                                |                                                  | 13. Clementina Ogilvy                              | 26. David Ogilvy, X conte di Airlie                  |  |  |       |  |  |                                            |  |  |                      |  |
|                                                |                                                  | 13. Clementina Ogilvy                              | 26. David Ogilvy, X conte di Airlie                  |  |  |       |  |  |                                            |  |  |                      |  |
|                                                |                                                  | 13. Clementina Ogilvy                              | 27. Henrietta Blanche Stanley                        |  |  |       |  |  |                                            |  |  |                      |  |
| 3. Deborah Mitford                             |                                                  | 13. Clementina Ogilvy                              |                                                      |  |  |       |  |  |                                            |  |  |                      |  |
|                                                |                                                  | 14. Thomas Gibson Bowles                           | 28. Thomas Milner Gibson                             |  |  |       |  |  |                                            |  |  |                      |  |
|                                                |                                                  | 14. Thomas Gibson Bowles                           | 28. Thomas Milner Gibson                             |  |  |       |  |  |                                            |  |  |                      |  |
|                                                |                                                  | 14. Thomas Gibson Bowles                           | 29. Susannah Bowles                                  |  |  |       |  |  |                                            |  |  |                      |  |
| 7. Sydney Bowles                               |                                                  | 14. Thomas Gibson Bowles                           |                                                      |  |  |       |  |  |                                            |  |  |                      |  |
|                                                |                                                  | 15. Jessica Evans-Gordon                           | 30. Charles Evans-Gordon                             |  |  |       |  |  |                                            |  |  |                      |  |
|                                                |                                                  | 15. Jessica Evans-Gordon                           | 30. Charles Evans-Gordon                             |  |  |       |  |  |                                            |  |  |                      |  |
|                                                |                                                  | 15. Jessica Evans-Gordon                           | 31. Catherine Rose                                   |  |  |       |  |  |                                            |  |  |                      |  |
|                                                |                                                  | 15. Jessica Evans-Gordon                           |                                                      |  |  |       |  |  |                                            |  |  |                      |  |